# 1931 في النرويج
فيما يلي قوائم الأحداث التي وقعت خلال عام 1931 في النرويج.

## سياسة

### تعيين في المنصب
- 12 مايو – فيدكون كفيشلينغ وزير الدفاع [الإنجليزية]‏.

### انتهاء فترة المنصب
- 12 مايو – يوهان لودفيغ موفينكل رئيس وزراء النرويج، وزير الخارجية في النرويج.

## مواليد

### أكتوبر
- 12 أكتوبر – أولي يوهان دال

## وفيات

### مارس
- 31 مارس – نوت روكني (مواليد 1888)